# ماثيو غيليسبي
ماثيو غيليسبي (بالإنجليزية: Matthew Gillespie)‏ (24 ديسمبر 1869 في المملكة المتحدة - ) هو لاعب كرة قدم بريطاني (وحمل سابقاً جنسية المملكة المتحدة لبريطانيا العظمى وأيرلندا) في مركز الهجوم. لعب مع مانشستر يونايتد ولينكولن سيتي أف سي.